# Берёзов, Николай Николаевич
Николай Николаевич Берёзов (англ. Nicolas Beriosoff или англ. Nicolas Beriozoff; 16 мая 1906, Ковно — 18 февраля 1996, Цюрих) — солист балета, балетмейстер Финского национального балета, хореограф, преподаватель.

## Биография
Родился 16 мая 1906 года в Ковно, в Российской империи.
Окончил школу балета в Праге и до 1930 года танцевал в Чехии. Позднее вернулся в Каунас, где женился и танцевал на сцене Государственного театра драмы, оперы и балета.
С 1935 по 1938 годы был премьером в Русском балете Монте-Карло под руководством Рене Блюма.
С 1944 года — хореограф Международного балета, с 1948 года — в лондонском Метрополитэн балет, а с 1950 по 1951 годы был солистом балета театра Ла Скала.
С 1951 по 1954 годы — работал в Лондонском Фестиваль Балете, а с 1956 года — в Балете маркиза де Куэваса.
С 1957 по 1959 годы — главный хореограф Штутгартского балета, а с 1962 по 1964 годы — главный хореограф Финского национального балета.
С 1964 по 1971 годы — главный хореограф Цюрихского балета, а с 1971 по 1973 годы — главный хореограф балета в Неаполе, где поставил «Жизель» с Екатериной Максимовой и Владимиром Васильевым.
С 1975 по 1981 годы читал лекции в Блумингтонском университете, в штате Индиана. Продолжал ставить свои балетные постановки по всему миру.
Скончался 18 февраля 1996 года в Цюрихе, в Швейцарии.

## Семья
- Дочь — Светлана Берёзова (1932—1998), британская балерина.